# Uhla garbonosa
Uhla garbonosa (Melanitta deglandi) – gatunek dużego ptaka z podrodziny kaczek (Anatinae) w rodzinie kaczkowatych (Anatidae).
WystępowanieGniazduje w północnej części Ameryki Północnej – na Alasce i w Kanadzie aż do Zatoki Hudsona. Zimuje na zachodnich wybrzeżach Ameryki Północnej od Aleutów po Półwysep Kalifornijski, oraz na wschodnich wybrzeżach od Zatoki Świętego Wawrzyńca po północną Florydę. Bardzo rzadko pojawia się w Europie.
SystematykaDawniej uhla garbonosa była uznawana za podgatunek uhli zwyczajnej (Melanitta fusca). Gdy w oparciu o publikacje z 1995 i 2005 roku część systematyków wyodrębniła ją do osobnego gatunku, włączano do niego zwykle również syberyjski podgatunek stejnegeri (uhlę azjatycką); przy takiej klasyfikacji, uhle garbonose żyjące w Ameryce zaliczano do podgatunku deglandi. Ostatecznego rozdzielenia tych trzech taksonów na osobne gatunki dokonano w 2019 roku.
Wymiary średniedługość ciała 50–58 cm
rozpiętość skrzydeł 86–99 cm
masa ciała: samce 1361–1769 g, samice 953–1406 g
StatusIUCN uznaje uhlę garbonosą za gatunek najmniejszej troski (LC, Least Concern). Brak jest wiarygodnych danych na temat liczebności. BirdLife International uznaje trend liczebności populacji za spadkowy.